# Guillaume Brouqui

a Compétitions nationales et continentales officielles uniquement.

b Matchs officiels uniquement.
Dernière mise à jour le 3 juillet 2024.
Guillaume Brouqui, né le 21 juillet 1985 à Périgueux, est un joueur français de rugby à XV évoluant au poste de demi de mêlée.
Il joue tout d'abord au CA Périgueux de 2005 à 2017, avant d'évoluer avec le SA Trélissac depuis 2017.

## Biographie
Il est depuis 2013 international avec Tahiti, avec laquelle il remporte notamment la compétition d'Océanie qualificative pour le repêchage de la coupe du monde 2019 contre les Îles Cooks où il marque un essai. Néanmoins, après une enquête de World Rugby il se révèle que ni lui ni son coéquipier Andoni Jimenez n'étaient qualifié pour jouer avec Tahiti, entraînant ainsi la disqualification de la sélection dans la course pour la Coupe du monde.
Après avoir évolué pendant 24 ans au CA Périgueux Dordogne dont 12 ans en équipe fanion, il décide de rejoindre le club voisin du SA Trélissac pour continuer d'évoluer en Fédérale 1.
Au terme de la saison 2018-2019, il compte 17 matchs de Pro D2 et 195 matchs de Fédérale 1.

## Palmarès
- Championnat de France de 1re division fédérale :
  - Finaliste : 2011 avec le CA Périgueux.
  - Finaliste du trophée Jean-Prat : 2018 avec le SA Trélissac.
- Championnat de France de 3e division fédérale :
  - Champion : 2017 avec le CA Périgueux.